# 鳥之澤臨時乘降場
鳥之澤臨時乘降場（日语：／ Torinosawa karijōkō-ba */?）是位於北海道網走郡美幌町字高野，日本國有鐵道（國鐵）的石北本線臨時乘降場（廢站）。

## 歷史
- 1948年（昭和23年）11月1日：臨時乘降場啟用[1]。
- 1971年（昭和46年）7月1日：臨時乘降場廢除[1]。

## 車站構造
截至車站廢除前，車站是一座地面車站，設有1面1線的單式月台。此站是無人車站。

## 站名由來
車站名稱取自木禽川的支流鳥之澤川。

## 車站周邊
車站周邊是高野和豐岡的開拓地。在大正時代，該處開拓了農場。曾經生產薄荷和馬鈴薯，現時轉變為奶農業。在鳥之澤川匯合處設有美幌町營巴士豐岡線鳥之澤巴士站。
- 木禽川

## 相鄰車站
以下內容截至廢站一刻。刪除線為廢站。
日本國有鐵道
網走本線
緋牛內－美野－鳥之澤臨時乘降場－美幌

## 注腳
1. 1 2 3 4  石野哲（編）. . JTB. 1998: 921. ISBN 978-4-533-02980-6 （日语）.